# Cima Brenta Bassa
Die Cima Brenta Bassa ist ein 2809 m s.l.m. hoher Berg in der Brentagruppe. Er liegt genau an der Grenze zwischen dem zentralen und dem südlichen Bereich der Gruppe. In der Vergangenheit wurde der Berg auch als Brentolina bezeichnet. Die Cima Brenta Bassa besitzt einen durch eine kleine Scharte getrennten Doppelgipfel, wobei der nordwestliche der höhere der beiden Gipfel ist.

## Lage und Beschreibung
Die westlich der Pedrotti-Hütte liegende Cima Brenta Bassa bildet den östlichsten Ausläufer des Tosa-Massivs. Ein kleiner Sattel trennt sie im Nordwesten von der Cima Margherita (2845 m). An ihrer Nordseite grenzt sie an die Scharte Bocca di Brenta (2525 m), die sie wiederum von der Cima Brenta Alta (2960 m) und der Sfulmini-Kette trennt.
Karl Schulz beschreibt die Cima Brenta Bassa in seinem 1894 für den Deutschen und Oesterreichischen Alpenverein veröffentlichten Beitrag über die Brentagruppe als „Felsklotz mit einem turmartigen Aufbau“. Die Nord- und Ostseite sind durch zwei breite mit Schutt bedeckte Terrassen gekennzeichnet, die an der zum Kar Pozza Tramontana gewandten Südseite in Felsbänder übergehen und die Cima Brenta Bassa dreiteilen. Die Nordwestseite fällt dagegen stufenartig zum oberen Val Brenta ab.

## Alpinismus
Erstbestiegen wurde die Cima Brenta Bassa fand am 21. Juli 1882 durch Alberto de Falkner und Edward Theodore Compton in Begleitung der beiden Bergführer Matteo Nicolussi aus Molveno und Antonio Dallagiacoma aus dem Rendena-Tal statt. Die Seilschaft stieg von der Bocca di Brenta über die beiden Terrassen zum Gipfel auf. 1896 eröffneten der Berliner Leon Treptow und der Bergführer Hans Fohrer aus Taufers eine zweite Route – Treptowkamin – über die Ostwand (UIAA II). Weitere Routen wurden in der Folge unter anderem von Bruno Detassis, Adolf Deye, Ferdinand Glück, Giorgio Graffer und Cesare Maestri eröffnet.

## Stützpunkte und Routen
Durch die verschiedenen Flanken der Cima Brenta Bassa führen viele unterschiedliche schwierige Routen, die auch über den Schwierigkeitsgrad UIAA VI hinausreichen und in den 1990er und 2020er Jahren erschlossen wurden. Der Weg der Erstbesteiger von 1882 ist auch heute noch der Normalweg. Gino Buscaini und Ettore Castiglioni beschreiben ihn zwar als leicht – Schwierigkeitsgrad UIAA I, eine Stelle UIAA II, aber als wenig lohnenswerte Route. Zahlreiche interessante Routen wurden im unteren Wanddrittel bis zur ersten der beiden Terrassen erschlossen, auch aufgrund des griffigen Fels und der Nähe zur Pedrotti-Hütte. Letztere bildet mit der nordwestlich gelegenen Brentei-Hütte einen der beiden Stützpunkte für die Besteigung der Cima Brenta Bassa.